# Maurice Gifford

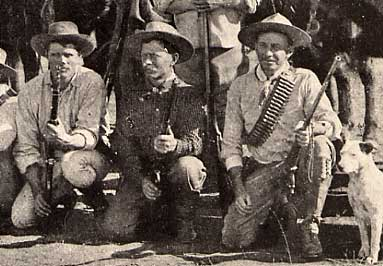
Marice Gifford, Frederick Russell Burnham, Afrika, 1893.

Maurice Raymond Gifford. 1859-1910. Soldat. Pionjär. 
Gifford föddes i Gloucestershire, England den 5 maj 1859. Han utbildade sig vid HMS Worcester, Greenhithe och blev officer vid handelsflottan. Han reste till Canada som soldat, men därefter (1890) till Sydafrika och blev chef för Bechuanaland Exploration Company Ltd. År 1891 hyrde han två Zeederberg-vagnar och anordnade transporter varje vecka mellan Palapye och Fort Salisbury. 
Han tjänstgjorde som spejare (scout) för Salisburytruppen i Matabelekriget (1893) och både skapade och ledde ”Gifford’s Horse” i Matabeleupproret (1896) där han skadades allvarligt. Han var närvarande vid befrielsen av Mafeking i Boerkriget och avled den 2 juli 1910. 

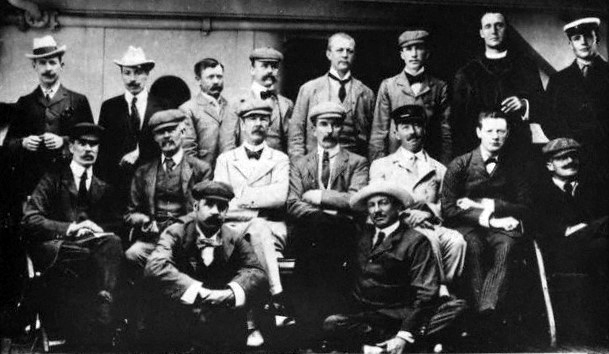
Returning from the Boer War on the RMS Dunottar Castle, July 1900. Standing L-R: Sir Byron Leighton, Claud Grenfel, Major Frederick Russell Burnham, Captain Gordon Forbes, Abe Bailey (his son John would marry Diana Churchill in 1932), next two unidentified, Lord Brooke. Seated L-R: Major Bobby White, Lord Downe, General Sir Henry Colville (a year later Churchill as MP would demand an inquiry over his dismissal from South Africa), Major Harry White, Major Joe Laycock, Winston Churchill, Sir Charles Bentinck. Sitting L-R: unidentified, Col. Maurice Gifford (who had lost his arm in the Second Matabele War).